# Monte Pioda
Le Monte Pioda est un sommet des Alpes, à 3 431 m d'altitude, dans la chaîne de la Bernina, en l'Italie (Lombardie). Sa voie d'accès se fait par le refuge Ponti (2 559 m).